# Judo na Letnich Igrzyskach Paraolimpijskich 2008
Judo na Letnich Igrzyskach Paraolimpijskich 2008 w Pekinie rozgrywane było w Workers Gymnasium od 7 września do 9 września.

## Obiekty
| Obiekt            | Miasto | Funkcja           |
| Workers Gymnasium | Pekin  | Zawody i treningi |

## Kwalifikacja
Kwalifikację na igrzyska uzyskało 132 zawodników (84 mężczyzn i 48 kobiet)

## Klasyfikacja niepełnosprawności
W zawodach startowali zawodnicy niewidomi

## Program
| Judo |  | F | F | F |  |  |  |  |  |  |  |  |

## Medale

### Mężczyźni
| Konkurencja | Złoto                 | Srebro           | Brąz                                |
| - 60 kg     | Mouloud Noura         | Saeid Rahmati    | Ramin İbrahimov Li Xiaodong         |
| - 66 kg     | Sidali Lamri          | Satoshi Fujimoto | Jani Kallunki Victor Sánchez        |
| - 73 kg     | Eduardo Ávila         | Xu Zhilin        | Fabian Ramírez Serhij Sydorenko     |
| - 81 kg     | Isao Cruz             | Cyril Jonard     | Jorge Lencina Reinaldo Carvallo     |
| - 90 kg     | Oleg Crețul           | Tofiq Məmmədov   | Olivier de Sevricourt Samuel Ingram |
| - 100 kg    | Antônio Tenório Silva | Kərim Sərdarov   | Juan Carlos Cortada Mykoła Lyjwycki |
| + 100 kg    | İlham Zəkiyev         | Wang Song        | Julien Taurines Greg Dewall         |

### Kobiety
| Konkurencja | Złoto               | Srebro             | Brąz                                   |
| - 48 kg     | Guo Huaping         | Karla Cardoso      | Wiktorija Potapowa Carmen Brussig      |
| - 52 kg     | Cui Na              | Sandrine Aurrières | Alesia Stiepaniuk Michelle Ferreira    |
| - 57 kg     | Wang Lijing         | Ramona Brussig     | Daniele Silva Maria Merenciano         |
| - 63 kg     | Naomi Soazo         | Marta Arce         | Angelique Quessandier Madina Kozakowa  |
| - 70 kg     | Maria del C.Herrera | Lenia Ruvalcaba    | Tatjana Sawostjanowa Sanneke Vermeulen |
| + 70 kg     | Yuan Yanping        | Deanne Silva       | Irina Kalianowa Zoubida Bouazoug       |

## Uczestnicy

### Mężczyźni

#### do 60 kg
- Li Xiaodong
- Mouloud Noura
- Ramin İbrahimov
- Helder Araujo
- Saeid Rahmati
- Makoto Hirose
- Juan Pablo Castellanos
- Sergio Pérez
- Said Szachmanow
- Ihor Zasadkowicz
- Henry Borges
- Ben Quilter

#### do 66 kg
- Lamri Sidali
- Alishov Ilkin
- Amaral Eduardo
- Kallunki Jani
- Villemont Kevin
- Garcia David
- Golmohammadi Andarian Reza
- Fujimoto Satoshi
- Victor Sánchez
- Karpeniuk Sergii
- Falcon Marcos
- Harris Darren

#### do 73 kg
- Xu Zhilin
- Fabian Ramírez
- Aliyev Ramin
- Peltoniemi Rauno
- Pourabbas Mousa
- Kimura Takayuki
- Hierrezuelo Jorge
- Biezais Kaspars
- Eduardo Ávila
- Krieger Matthias
- Kurbanov Shakhban
- Sydorenki Sergii

#### do 81 kg
- Lencina Jorge
- Novruzzade Natig
- Jonard Cyril
- Gonzalez Salvador
- Mirhassan Seyed Amir
- Oga Kenji
- Cruz Isao
- Jones Scott
- Pominov Oleksandr
- Carvallo Reinaldo
- Vincze Gabor
- Ardit Matteo

#### do 90 kg
- Nine Messaoud
- Tofiq Məmmədov
- Cugnon de Sevricourt Olivier
- Vazquez Abel
- Hatsuse Yusuke
- Stoskus Jonas
- Junk Sebastian
- Kretsul Oleg
- Watson Andre
- Shevchenko Anatoliy
- Ingram Samuel
- Clarke Anthony

#### do 100 kg
- Kərim Sərdarov
- Antônio Tenório Silva
- Rollo Gerald
- Nadri Hamzeh
- Hirose Haruka
- Morgan Bill
- Cortada Juan Carlos
- Vlasov Anatoly
- Porter Myles
- Lyivytskyi Mykola
- Rose Ian

#### powyżej 100 kg
- Wang Song
- İlham Zəkiyev
- Taurines Julien
- Papachristos Theoklitos
- Moreno Rafael
- Park Jung-Min
- Jimenez Yargaliny
- Zilian Dominik
- Parasyuk Alexander
- Dewall Greg
- Papp Gabor

### Kobiety

#### do 48 kg
- Guo Huaping
- Cardoso Karla
- Medjeded Karima
- Garcia Laura
- Akatsuka Masami
- Gonzalez Maria
- Brussig Carmen
- Potapova Victoria
- Halinska Yuliya

#### do 52 kg
- Cui Na
- Ferreira Michelle
- Sandrine Aurrières
- Hernandez Sheila
- Tsuchiya Minako
- Stepanyuk Alesya
- Triệu Thị Nhoi

#### do 57 kg
- Wang Lijing
- Karkar Mounia
- Silva Daniele
- Keramida Maria
- Merenciano Maria Monica
- Brussig Ramona
- Buzmakova Ekaterina
- Cete Duygu

#### do 63 kg
- Zhou Qian
- Teixeira Lucia
- Arce Marta
- Quessandier Angelique
- Batsukh Khashtsetseg
- Kazakova Madina
- Aimthisung Kannika
- Kivi Elvira

#### do 70 kg
- Herrera Maria del Carmen
- Vermeulen Sanneke
- Ruvalcaba Lenia
- Savostyanova Tatiana
- Mouton Jordan
- Pernheim Nicolina
- Szabo Nikolett

#### powyżej 70 kg
- Yuan Yanping
- Bouazoug Zoubida
- Silva Deanne
- Manzuoli Celine
- de Pinies Sara
- Komatsu Rikei
- Kalyanova Irina

- Na podstawie oficjalnej strony igrzysk
- Strona Oficjalna Letniej Paraolimpiady 2008